# Loretanos
Los loretanos son un grupo étnico de origen amazónico cuya área de asentamiento se extiende fundamentalmente por territorios de Perú, Colombia y Brasil. Históricamente, la identidad de este grupo híbrido ha privotado sobre tres elementos fundamentales: las variedades de los idiomas español y portugués los cuales son el español amazónico y el portuñol, la religión cristiana y su identidad cultural amazónica.
La comunidad loretana tuvo su origen en el proceso de colonización peruana del área del Territorio de Quijos, que comenzó a mediados del siglo XIX y conllevó una lenta, pero constante inmigración en la amazonia occidental de colonos peruanos, la era del caucho en los años 1879 a 1895 aumentó la inmigración de extranjeros como marroquíes, judíos, alemanes, franceses, españoles y estadounidenses.
Desde la ciudad de Iquitos (Perú) y otros asiendas circundantes, los loretanos comenzaron a emigrar progresivamente hacia el norte y el sur de la  Provincia Litoral de Loreto (Perú). Tras explorar las cuencas del Putumayo, Purús y Madre de Dios y quitar territorios a los indios amazónicos lograron establecer una presencia firme en la Amazonia occidental representado al Estado peruano, pero ante la indiferencia de este último por ellos y la poca comunicación que había entre el Gobierno nacional en Lima (Perú) y el departamento de Amazonas, lograron establecer varias entidades autónomas, que sin embargo fueron aplastadas por el gobierno peruano.
No obstante los loretanos pronto lograron restablecer su prestigio durante los conflictos territoriales con los países vecinos al mantener su lealtad al Gobierno peruano. De este modo los loretanos se hicieron del control total del departamento de Loreto (Perú), y comenzaron con una política de identidad y transculturación llegando a evadir el idioma quechua que el Gobierno peruano durante el régimen nacionalista (1968-1975) del presidente Juan Velasco Alvarado (1910-1977) quiso imponer en todo el Perú, incluso en las zonas con pocos quechuahablantes.